# Comuna Svîrîdivka, Lohvîțea
Svîrîdivka (în ucraineană Свиридівка) este o comună în raionul Lohvîțea, regiunea Poltava, Ucraina, formată din satele Derekivșciîna, Iașnîkî, Parnîțke, Stepukî și Svîrîdivka (reședința).

## Demografie
Componența lingvistică a comunei Svîrîdivka
     Ucraineană (98,52%)
     Alte limbi (1,47%)
Conform recensământului din 2001, majoritatea populației comunei Svîrîdivka era vorbitoare de ucraineană (98,52%), existând în minoritate și vorbitori de alte limbi.